# Dino Merlin
Dino Merlin (12 september 1962 in Sarajevo, Joegoslavië, vandaag Bosnië en Herzegovina) is een Bosnische zanger, songwriter en componist. Zijn echte naam is Edin Dervišhalidović. Dino Merlin begon met zingen als muezzin in een moskee, maar besloot later om voor een carrière in de rock-'n-roll te gaan.
In 1983 richtte hij de muziekband Merlin op waarvoor hij muziek en teksten schreef en ook voor zong. De eerste bezetting van Merlin was: gitaar Amir Bjelanović, slagwerk Džafer Saračević, basgitaar Enver Milišić, zang en toetsen Mensur Lutkica en gitaar en zang Edin Dervišhalidović.

## Merlin 1983–1990

### Kokuzna vremena
Het eerste album Kokuzna vremena ("arme tijden") werd uitgebracht in 1985. De bandleden moesten hun eigen kleren verkopen om het geld in te zamelen voor het opnemen van hun materiaal. Uiteindelijk besloot producent Brano Likic van de studio Diskoton om de liedjes op te nemen. Het album werd een feit en liedjes zoals Kokuzna vremena, Ljubav nije paradajz ("liefde is geen hemel") en U kandžama jastreba ("in de klauwen van een havik") werden goed geaccepteerd door het publiek.

### Teško meni sa tobom (a još teže bez tebe)
In 1986 bracht Dino met zijn band een tweede album uit: Teško meni sa tobom (a još teže bez tebe) ("heb het zwaar met je maar nog zwaarder zonder je"). Dit album werd verkocht in 300.000 exemplaren en zette de band Merlin in de top van de Bosnische muziekscene. De grootste hits van het album zijn: Nek' padaju ćuskije ("laat stalen palen vallen"), Teško meni sa tobom(ik heb het zwaar met jou) en Lažu me ("ze liegen tegen me").

### Merlin
Het derde album genaamd Merlin uit 1987 werd het slechtst verkochte album van de band Merlin. Het werd geen grote commerciële hit maar bracht wel twee ballades voort: Lelo en Božić je ("het is Kerst").

### Nešto lijepo treba da se desi
Na twee jaar pauze bracht de band Merlin in de zomer van 1989 hun beste en meest succesvolle album, geheten Nešto lijepo treba da se desi ("iets moois zou moeten gebeuren"). Op dit album staan acht nummers waarvan er zeven grote hits werden. De grote doorbraak in heel toenmalig Joegoslavië maakten ze met het nummer Kad zamirisu jorgovani ("wanneer seringen gaan ruiken"), dat gezongen werd met de in die tijd heel populaire zangeres Vesna Zmijanac. De band trad op in grote concertzalen en stadions, de populariteit steeg enorm en ook de waardering voor Dino als zanger, songwriter en componist. De grote hits van het album waren Bosnom behar probeharao ("bloesem bloeide door Bosnië"), Zar je to sve sto je ostalo ("is dat alles wat overgebleven is"), Jel' Sarajevo gdje je nekad bilo ("is Sarajevo waar het ooit was geweest"), en Mjesecina ("maneschijn"), een cover van het UB40-nummer Where Did I Go Wrong.

### Peta strana svijeta
Peta strana svijeta ("vijfde kant van de wereld") uit 1990 werd het vijfde en laatste album van de band Merlin. De oorlog in Bosnië brak uit en dit betekende het einde van de band. De bekendste nummers van dit album zijn Pala magla ("de mist is gevallen"), Učini mi pravu stvar ("doe me een juist ding") en Sa mojih usana ("van mijn lippen").

## Dino Merlin 1991–2011
De solocarrière van Edin Dervišhalidović, onder de naam Dino Merlin, begon in 1991. Nadat de oorlog in Bosnië en Herzegovina uitbrak in april 1992, bleef Dino de eerste 18 maanden in de hoofdstad Sarajevo voor zijn vaderland vechten. In de tussentijd schreef hij nummers die later op zijn eerste soloalbum zullen staan. Er bestaan nummers die nergens op een officieel album van Dino Merlin staan; dat zijn nummers die in de oorlog zijn ontstaan en als oorlogsliederen gezongen werden: Da te nije Alija ("als jij er niet was Alija"), Moze li se u ratu ("mag het in de oorlog"), Korak do slobode ("een stap tot de vrijheid"), Lola, en Mostarska ("van Mostar"). Dino schreef in deze periode ook het eerste volkslied van Bosnië en Herzegovina, Jedna si Jedina ("jij bent de enige").

### Moja bogda sna
In 1993 bracht Dino voor het eerst een album onder de naam Dino Merlin, geheten Moja bogda sna ("mijn stuk droom").
De tragische oorlog en de situatie in Bosnië had veel invloed op de uiteindelijke sound van dit album. Nummers zoals Da se kuci vratim ("terug te gaan naar huis"), ook wel Izbjeglica ("vluchteling") genoemd, en Vojnik srece ("soldaat van geluk") werden een soort volkslied voor de vluchtende Bosniërs en voor de soldaten die vochten aan de linies. Eind 1993 vluchtte Dino met zijn gezin naar Zweden waar hij een korte periode verbleef.

### Fotografija
In 1995 keerde hij terug naar Bosnië waar de oorlog nog niet voorbij was. Hij bracht toen het album Fotografija ("fotografie") uit. Dit album werd een groot succes in Bosnië en Herzegovina, en Dino Merlin bevestigde ermee zijn positie aan de top. De grootste hits van het album zijn Fotografija, Ja potpuno trijezan umirem ("ik sterf volledig nuchter"), en Kad sve ovo bude juce ("wanneer dit allemaal verleden tijd is"), een cover van het Michael Jackson-nummer They Don't Care About Us.

### Sredinom
Het jaar 2000 was een geweldig jaar voor Dino Merlin. Zijn album Sredinom ("door het midden") werd het meest verkochte album van decennia op het territorium van het voormalige Joegoslavië. Het nummer Godinama ("jarenlang"), gezongen met de Kroatische zangeres Ivana Banfić, werd een megahit in Bosnië en Herzegovina maar ook in Servië, Kroatië en Slovenië. Het hoogtepunt van dat jaar was het concert in het Olympisch Stadion Koševo in Sarajevo waarbij 80.000 mensen aanwezig waren. De nummers Sve je laž ("alles is een leugen"), Da je tuga snijeg ("was verdriet maar sneeuw"), Kremen ("vuursteen"), Moj je život Švicarska ("Zwitserland is mijn leven") en Umri prije smrti ("sterf vóór de dood") zijn de hits van dit album.

### Burek
Het album Burek kwam uit in 2004. Met dit album zette Dino de lat nog hoger dan met zijn vorige album Sredinom. Het werd een grote commerciële hit. Op dit album ging Dino nog verder met duetten; de eerste single van het album, het nummer Verletzt ("gewond"), werd gezongen met de Duitse zanger en producent Edo Zanki. Deze samenwerking resulteerde in een contract met Sony Music, een van de grootste platenlabels in de wereld. Het nummer Ti si mene ("jij deed het bij mij") werd gezongen met weer een Kroatische zangeres, Nina Badrić. De grootste hit van het album is zeker Supermen ("Superman"), het nummer dat Dino opnam met de populaire Servische zanger en componist Željko Joksimović. De muziek werd geschreven door Joksimović zelf en de tekst door Dino. Andere hits van dit album waren de nummers Zid ("muur"), Želja ("Wens"), en Svila ("zijde"), het nummer dat Dino voor zijn moeder schreef die in 2003 was overleden. Op 31 juli 2004 kreeg Dino weer het Olympisch Stadion Koševo in Sarajevo vol. Deze keer was het aantal bezoekers rond 60.000. Van dit concert is een dubbele live-cd en een dvd uitgebracht; Dino Merlin Live Koševo 2004.

### Ispočetka
Op 9 juni 2008 verscheen het volgende album van Dino Merlin, Ispočetka ("vanaf het begin"). De eerste single van het album was Otkrit ću ti tajnu ("ik zal je een geheim onthullen"), dat al in augustus van 2007 werd uitgebracht. In september van hetzelfde jaar hield Dino een uitverkocht concert in sporthal Zetra in Sarajevo voor 7000 mensen. De tweede single van het album was Dabogda ("moge God"), gezongen in duet met een andere grote ster uit Bosnië, Hari Mata Hari, de videoclip van dit nummer ging in première op 29 mei 2008. Weer werkte Dino samen met de artiesten uit de regio, zo is in het nummer Drama ("drama") de Kroatische zanger Toni Cetinski te horen, in het nummer Da šutiš indigo ("drama") een jonge Bosnische zanger Eldin Huseinbegovic en in het nummer Klupko zingt Dino, na bijna 20 jaar, weer met Vesna Zmijanac met wie hij de grote hit Kad zamirisu jorgovani scoorde in 1989. Op 19 juli 2008 hield Dino zijn derde concert in het stadion van Kosevo, waarbij weer rond 60.000 mensen aanwezig waren. Dat is nog nooit iemand gelukt in voormalig Joegoslavië. Dit was ook het laatste concert van Dino in Kosevo, omdat volgens hem de cirkel nu rond is. Ook van dit concert is een dubbele live-cd en een dvd uitgebracht; Dino Merlin Koševo 19. Juli.

### Dino Merlin en Eurovisiesongfestival
Dino schreef het nummer Sva bol svijeta ("alle pijn van de wereld") voor de groep Fazla, die deelnam aan het Eurovisiesongfestival 1993 en de 16e plaats bereikte. In 1999 zong hij zelf aan de zijde van Franse zangeres Beatrice het lied Putnici ("reizigers") dat 7e werd. Dit bleef heel lang het beste resultaat voor het land. Eigenlijk was het Hari Mata Hari die naar het songfestival mocht gaan, maar zijn lied was al op cd uitgebracht en hij werd gediskwalificeerd wat de kans gaf aan Dino Merlin en Beatrice. Hari Mata Hari mocht in 2006 meedoen aan het Eurovisiesongfestival en daar behaalde hij de 3e plaats met het liedje Lejla, geschreven door Željko Joksimović.
Op het Eurovisiesongfestival 2011 deed Dino Merlin voor de tweede keer mee voor Bosnië en Herzegovina met het liedje Love in rewind en behaalde daarmee de zesde plaats.

### Dino Merlin en Belgrado
Hoewel Dino Merlin sinds het uitbreken van de oorlog in Bosnië en Herzegovina altijd bleef zeggen dat hij nooit in Belgrado zou zingen voor de Serviërs, was het in november 2011 toch zover. In Servië ontstond grote controversie door zijn aangekondigde optredens. Gezien de politiek getinte uitspraken van Dino Merlin in het verleden werd hij niet door iedereen met open armen ontvangen. Dino Merlin heeft zich namelijk diverse malen openlijk op zeer negatieve wijze uitgelaten over het Servische volk in het algemeen. De bewaking van de zanger was zowel tijdens zijn aankomst in Belgrado als tijdens zijn concerten enorm. Op 25, 26 en 27 november 2011 zong hij voor een uitverkochte 'Arena' in Belgrado. De concerten verliepen verder zonder incidenten.

## Discografie

### Albums
| Album met eventuele hitnotering(en) in de Nederlandse Album Top 100 | Datum van verschijnen | Datum van binnenkomst | Hoogste positie | Aantal weken | Opmerkingen   |
| ------------------------------------------------------------------- | --------------------- | --------------------- | --------------- | ------------ | ------------- |
| Kokuzna vremena                                                     | 1985                  | -                     |                 |              |               |
| Teško meni sa tobom (a još teže bez tebe)                           | 1986                  | -                     |                 |              |               |
| Merlin                                                              | 1987                  | -                     |                 |              |               |
| Nešto lijepo treba da se desi                                       | 1989                  | -                     |                 |              |               |
| Peta strana svijeta                                                 | 1990                  | -                     |                 |              |               |
| Moja bogda sna                                                      | 1993                  | -                     |                 |              |               |
| Fotografija                                                         | 1995                  | -                     |                 |              |               |
| Balade                                                              | 1995                  | -                     |                 |              | Verzamelalbum |
| Najljepse pjesme                                                    | 1995                  | -                     |                 |              | Verzamelalbum |
| Rest of the best                                                    | 1995                  | -                     |                 |              | Verzamelalbum |
| Dino Merlin Live Vjecna Vatra                                       | 1998                  | -                     |                 |              | Livealbum     |
| Sredinom                                                            | 2000                  | -                     |                 |              |               |
| Best of Dino Merlin                                                 | 2001                  | -                     |                 |              | Verzamelalbum |
| Burek                                                               | 2004                  | -                     |                 |              |               |
| Dino Merlin Live Kosevo                                             | 2005                  | -                     |                 |              | Livealbum     |
| Ispočetka                                                           | 2008                  | -                     |                 |              |               |
| Hotel Nacional                                                      | 2014                  | -                     |                 |              |               |

1993: Fazla · 
1994: Alma & Dejan · 
1995: Davor Popović · 
1996: Amila Glamočak · 
1997: Alma Čardžić · 
1999: Dino & Béatrice · 
2001: Nino Pršeš · 
2002: Maja Tatić · 
2003: Mija Martina · 
2004: Deen · 
2005: Feminnem · 
2006: Hari Mata Hari · 
2007: Marija Šestić · 
2008: Laka · 
2009: Regina · 
2010: Vukašin Brajić · 
2011: Dino Merlin · 
2012: Maya Sar · 
2016: Dalal & Deen feat. Ana Rucner & Jala
- International Standard Name Identifier: 0000 0003 7275 9326
- MusicBrainz: ad28e34b-51f4-4ce9-ac33-1b79ec2c0c76
- Virtual International Authority File: 305502951